# Ashland (företag)
Ashland Global Holdings Inc. är ett amerikanskt multinationellt kemiskt företag som utvecklar och framställer olika sorters kemikalier, plastprodukter och motoroljor. De säljer till kunder inom bygg, energi, fordon, hygien, infrastruktur, livsmedel, läkemedel och massa- och pappersindustrierna.
År 1998 valde Ashland att knoppa av sin nedströmsverksamhet och sålde den till Marathon Oil Company, i juli 2011 blev Marathon två olika petroleumbolag i Marathon Oil Corporation och Marathon Petroleum Corporation.